# 2-(2H-Benzotriazol-2-yl)-4-tert-butylphenol
2-(2H-Benzotriazol-2-yl)-4-tert-butylphenol (UV-PS) ist eine chemische Verbindung aus der Klasse der 2-(2-Hydroxyphenyl)-2H-benzotriazole, die als UV-Absorber bzw. Alterungsschutzmittel eingesetzt wird.
Jährlich wird im EWR 1–10 Tonnen hergestellt bzw. importiert.
UV-PS ist nicht leicht abbaubar. In Australien wurde UV-PS als persistent, aber nicht bioakkumulativ klassifiziert.